# Крунослав Хулак
Крунослав Хулак (хорв. Krunoslav Hulak; 25 травня 1951, Осієк - 23 жовтня 2015, Загреб) – хорватський шахіст i шаховий тренер, гросмейстер від 1976 року.

## Шахова кар'єра
1976 року став чемпіоном Югославії, крім того у 2005 році – Хорватії. Двічі стартував у міжзональних турнірах (етапах відбору до чемпіонату світу): Толука 1982 (11-те місце) і Загреб 1987 (12-те місце). 
Неодноразово представляв Югославію i Хорватію на командних змаганнях, зокрема:
- шість разів на шахових олімпіадах (1982, 1986, 1990, 1992, 1994, 1996)[4],
- шість разів на командних чемпіонатах Європи (1977, 1980, 1983, 1989, 1992, 1997); п'ятиразовий медаліст: разом з командою – двічі срібний (1983, 1989) i бронзовий (1977), а також в особистому заліку – двічі золотий (1989 – за рейтинговий перформенс, 1989 – на 2-й шахівниці)[5],
- сім разів на чемпіонатах балканських країн (1975, 1976, 1977, 1979, 1981, 1984, 1988); багаторазовий медаліст, зокрема разом з командою: п'ять разів золотий (1975, 1976, 1979, 1981, 1984} i двічі срібний (1977, 1988)[6].

Успіхи на міжнародних турнірах:
- 1974 Варна – поділив 1-3-тє місце
- 1976 Люблін – поділив 2-3-тє місце
- 1977 Амстердам – посів 1-ше місце
- 1980 Сомбор – поділив 1-2-ге місце
- 1983 Баня-Лука – поділив 1-ше місце (разом з Андрашем Адор'яном i Джонатаном Спілменом)
- 1985 Загреб – посів 2-ге місце
- 1986 Вейк-ан-Зеє (турнір B) – посів 1-ше місце
- 1987 Баня-Лука – поділив 1-ше місце (разом із Роландом Екстремом)

2013 року здобув бронзову медаль на чемпіонаті світу серед ветеранів (шахістів старших 60 років).
Найвищий рейтинг Ело в кар'єрі мав станом на 1 липня 2002 року, досягнувши 2570 пунктів, посідав тоді 3-тє місце (позаду Зденко Кожула i Огнена Цвітана) серед хорватських шахістів.

## Зміни рейтингу
| На цьому місці має відображатися графік чи діаграма, однак з технічних причин його відображення наразі вимкнено. Будь ласка, не видаляйте код, який викликає це повідомлення. Розробники вже працюють для того, щоби відновити штатне функціонування цього графіка або діаграми. | |
| | На цьому місці має відображатися графік чи діаграма, однак з технічних причин його відображення наразі вимкнено. Будь ласка, не видаляйте код, який викликає це повідомлення. Розробники вже працюють для того, щоби відновити штатне функціонування цього графіка або діаграми. |